# Прогнатодон
Прогнатодон (Prognathodon) — рід вимерлих плазунів підродини Мозазаврові родини Мозазаври підряду ящірок. Мав 9 видів. Мешкали 80-65 млн років тому.

## Опис
Загальна довжина представників цього роду коливалася від 6 до 13,5 м. Череп масивний, акінетичний, кінчик морди округлий. Очі оточували кістяні кільця. Щелепи були короткі. Зуби масивні, конічні, які на відміну від інших мозазаврів спереду верхньої щелепи знаходилися на відстані один від одного. На піднебенній кістці розташовувалися дуже великі зуби.

## Спосіб життя
Передбачається, що це був мешканець відкритого моря, здатний глибоко пірнати. Живилися великою рибою, молюсками, черепахами та іншими морськими рептиліями.

## Розповсюдження
Рештки знайдені у північній Дакоті та Колорадо (США), Альберті (Канада), на території Бельгії, Нідерландів, Марокко, України, Нової Зеландії, центральної Африки.

## Види
- Prognathodon giganteus
- Prognathodon overtoni
- Prognathodon rapax
- Prognathodon saturator
- Prognathodon solvayi
- Prognathodon stadtmani
- Prognathodon waiparaensis
- Prognathodon currii
- Prognathodon kianda